# Torquéole de Mandelli
Arborophila mandellii
Espèce
Statut de conservation UICN

 VU C2a(i) : Vulnérable
La Torquéole de Mandelli (Arborophila mandellii) est une espèce d'oiseaux de la famille des Phasianidae.

## Distribution
Du nord-est de l’Inde (Sikkim, Bengale, Arunachal Pradesh) au sud-est du Tibet par le Bhoutan, où elle est présente dans plusieurs vallées dans l’est et le centre, dont le Parc national de Thrumshing.

## Habitat
Cette torquéole se rencontre dans le sous-bois dense de la forêt sempervirente, entre 350 et 2500m, y compris dans les bambous, et préférentiellement le long des fleuves. Au Bhoutan, sa présence est exclusivement liée à la forêt âgée, ce qui laisse supposer qu’elle pourrait être très sensible à la dégradation de l’habitat (Hennache & Ottaviani 2011).

## Voix
Le chant est audible de mi-mars à juin et consiste en une répétition de prrrit, prrr prrr-er-it allant crescendo (Madge & McGowan 2002).

## Nidification
De mars à juin au Tibet. Au Sikkim, un nid de quatre œufs a été trouvé un 3 juin, à 2400m d’altitude, dans une forêt de chênes et rhododendrons. Il était situé sous un rocher. Des poussins accompagnés d’un adulte ont été observés en août au Bhoutan.

## Statut, conservation
La torquéole de Mandelli est considérée comme vulnérable par l’UICN en raison de ses effectifs limités et de la fragmentation de son habitat. Elle est connue dans plusieurs zones protégées : le parc national de Singalila (ouest du Bengale), celui de Thrumshing (Bhoutan), la réserve  de Bumdeling (Bhoutan), celles de Mehao et de la vallée du Dibang (Arunachal Pradesh). On peut penser que de récentes mesures, dont l’interdiction d’exportation des bois provenant des forêts de l’Arunachal Pradesh et l’engagement du Bhoutan pour maintenir 60 % de sa surface forestière et placer 35 % de sa surface nationale en réserve, pourront assurer un meilleur avenir à cette espèce (Hennache & Ottaviani 2011).